# The Boondocks (animatie)
The Boondocks is een Amerikaanse animatieserie gemaakt door Aaron McGruder, uitgezonden op Adult Swim en gebaseerd op de strip van McGruder met dezelfde naam. The Boondocks draait om de levens van de familie Freeman, die verhuisd is van Chicago, Illinois naar de vreedzame, fictieve voorstad Woodcrest. 

## Verhaal
In de serie wordt de Amerikaanse samenleving weergegeven in relatie tot de Afro-Amerikaanse cultuur met satirische trekken. De broers Huey en Riley Freeman en hun grootvader Robert Freeman verhuizen van Chicago naar een overwegend blanke voorstad genaamd Woodcrest, rijk en vredig. Daarnaast betekent de titel "Boondocks" saaie voorstad. 

## Personages
Huey Freemanis verteller van de serie. Hij is een intelligente en volwassen tienjarige jongen. Hij wordt sterk beïnvloed door de theorieën van verschillende sociale bewegingen en leiders van sociale rechtvaardigheid. Zijn grootvader en broer maken hem voortdurend belachelijk en onderschatten hem. Ook is hij zeer bekwaam in Kungfu. Hij glimlacht zelden.
Riley Freemanis Hueys jongere broer. Hij is ondeugend en rebels. Riley is, in tegenstelling tot zijn broer, een enthousiaste volgeling van gangstarap- en hiphopcultuur. Hoewel hij anders slim en artistiek is, blijft hij trouw aan deze idealen ook als het dreigt slecht af te lopen. Het grootste deel van de afleveringen van de serie wordt gefocust op Rileys tegenspoed.
Robert "Opa" Freemanis de grootvader en voogd van Huey en Riley. Hij heeft een sterk temperament en aarzelt niet om zijn riem tevoorschijn te halen om zijn kleinzoons te straffen. Roberts enthousiaste jacht op een date trekt altijd vreemde of gevaarlijke vrouwen aan.

## Uitgaven
Alle seizoenen zijn uitgebracht op dvd. Ook werd seizoen 1 uitgebracht voor de PSP.